# 神经元特异性烯醇化酶
神经元特异性烯醇化酶（NSE）又称烯醇化酶2（enolase 2，ENO2）、γ-烯醇化酶（γ-enolase），是由 ENO2 基因编码的酶，在人类属于人类基因组中编码的三种烯醇化酶（磷酸丙酮酸水合酶， phosphopyruvate hydratase）之一。
γ-烯醇化酶是哺乳动物中发现的三种烯醇化酶同工酶之一。这种同工酶是一种同源二聚体，存在于成熟的神经元和神经元来源的细胞中。在大鼠和灵长类动物的神经组织发育过程中，会发生从α-烯醇化酶到γ-烯醇化酶的转换。
人类的 NSE 可作为酶类肿瘤标志物，神经母细胞瘤、小细胞肺癌和其他神经内分泌肿瘤其血清水平可能升高。